# أمور كلية
الأمور الكلية في اصطلاح السالكين ما لا يمكن دفعه وإبعاده عن العقل، ولا يمكن وجدانه في العين. وبعبارة أخرى هو ما كان موجودا ومعدوما في الخارج يعني في الخارج الذاتي لا يكون، حيث يسمّى حياة وعلما. إذا الأمور الكلية بعينها هي أمور اعتبارية بالمعنى الأول.